# 雙電子偶素
雙電子偶素是由兩個電子偶素所組成的分子，化學式為Ps2，是約翰·惠勒在1946年預言它的存在 ，隨後雙電子偶素都只有理論上的研究。直到2007年才由加州大學河濱分校的大衛·卡西迪和米爾斯發現它。他們主要把電子偶素撞擊極薄的矽晶片製成。